# Lawrence Berk
Pour les articles homonymes, voir Berk.
Lawrence Berk, né en décembre 1908 à Boston et mort le 22 décembre 1995 à Brighton (Boston), est un pianiste, compositeur et professeur de musique américain. Élève de Joseph Schillinger, il fut le fondateur du Berklee College of Music. 

## Biographie
À l'âge de treize ans, il commença à jouer du piano dans l'orchestre dirigé par Ruby Newman et Joe Rines. Il sort de Massachusetts Institute of Technology en 1932, avec diplôme d'ingénieur-architecte. Avec peu d'offres d'emploi disponibles lors de la Grande Dépression, il finit par partir pour New York où il sera engagé par NBC.
Pendant la Seconde Guerre mondiale, il retourna à Boston et travailla comme ingénieur mécanique à Raytheon.